# Kassina decorata
A Kassina decorata  a kétéltűek (Amphibia) osztályába, a békák (Anura) rendjébe és a mászóbékafélék (Hyperoliidae) családjába tartozó nem.

## Rendszerezése
A fajt Fernand Angel írta le 1940-ben, a Megalixalus nembe Megalixalus decorata néven, 1950-ben Raymond Ferdinand Laurent és Combaz sorolta át, mint Kassina decorata, melyet Perret, 1958-ban a Kassina maculosa alfajjá változtatott meg, mint Kassina maculosa decorata, jelenlegi besorolása Jean-Louis Amiet nevéhez köthető 2007-ben.

## Előfordulása
Kamerun északi és északnyugati részén honos. Természetes élőhelyei a szubtrópusi vagy trópusi szavannák és füves puszták, vizes környezetben.

## Megjelenése
Testhossza 21-35 milliméter.

## Természetvédelmi helyzete
Az elterjedési területe kicsi, egyedszáma pedig ismeretlen. A Természetvédelmi Világszövetség Vörös listáján sebezhető fajként szerepel.